# Gäddtjärnen (Stensele socken, Lappland, 721799-159378)
Gäddtjärnen är en sjö i Storumans kommun i Lappland och ingår i Umeälvens huvudavrinningsområde. Sjön har en area på 0,164 kvadratkilometer och ligger 287,3 meter över havet.

## Delavrinningsområde
Gäddtjärnen ingår i det delavrinningsområde (721729-159201) som SMHI kallar för Ovan 721374-159098. Medelhöjden är 306 meter över havet och ytan är 26,18 kvadratkilometer. Räknas de 107 avrinningsområdena uppströms in blir den ackumulerade arean 2 083,1 kvadratkilometer. Juktån som avvattnar avrinningsområdet har biflödesordning 2, vilket innebär att vattnet flödar genom totalt 2 vattendrag innan det når havet efter 220 kilometer. Avrinningsområdet består mestadels av skog (90 procent). Avrinningsområdet har 0,39 kvadratkilometer vattenytor vilket ger det en sjöprocent på 1,5 procent.